# احمد بی‌لی، فضولی
احمد بی‌لی (به لاتین: Əhmədbəyli) یک منطقهٔ مسکونی در جمهوری آذربایجان است که در شهرستان فضولی واقع شده‌است. احمد بی‌لی ۵٬۰۷۱ نفر جمعیت دارد.